# レヴァン・シャリカゼ
レヴァン・シャリカゼ（グルジア語: ლევან შარიქაძე、グルジア語ラテン翻字: Levan Sharikadze、1989年7月16日 - ）は、ジョージアのサッカー選手。主なポジションはミッドフィールダー。FCメラニ・トビリシ所属。

## タイトル
- ウマグレシ・リーガ優勝（1回） - 2011/2012
- ウマグレシ・リーガ準優勝（1回） - 2013/2014
- サカルトヴェロス・タシ優勝（1回） - 2010/2011
- サカルトヴェロス・タシ準優勝（1回） - 2011/2012
- サカルトヴェロス・スペルタシ優勝（2回） - 2011/2012、2012/2013